# Populus euphratica
Populus euphratica là một loài thực vật có hoa trong họ Liễu. Loài này được Olivier miêu tả khoa học đầu tiên năm 1807.

## Hình ảnh

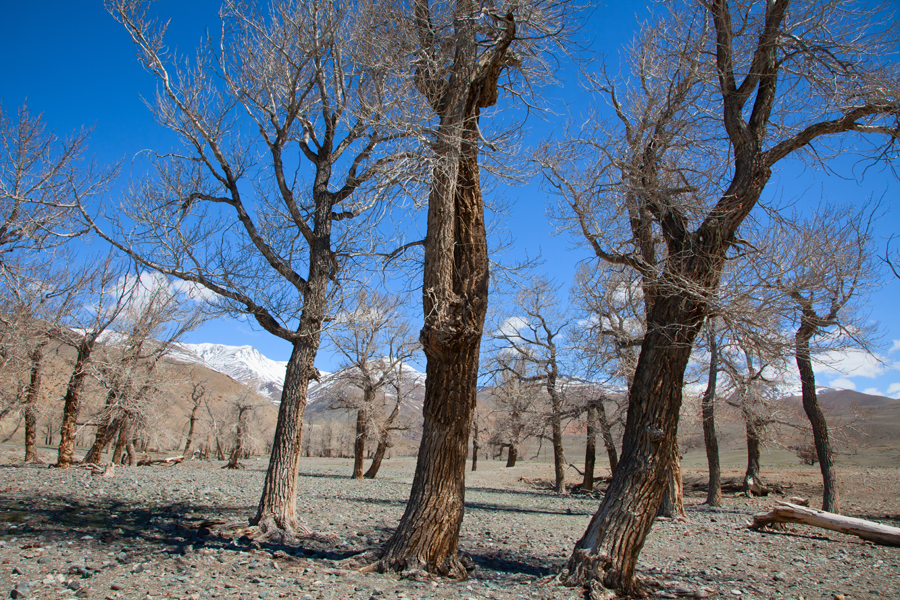
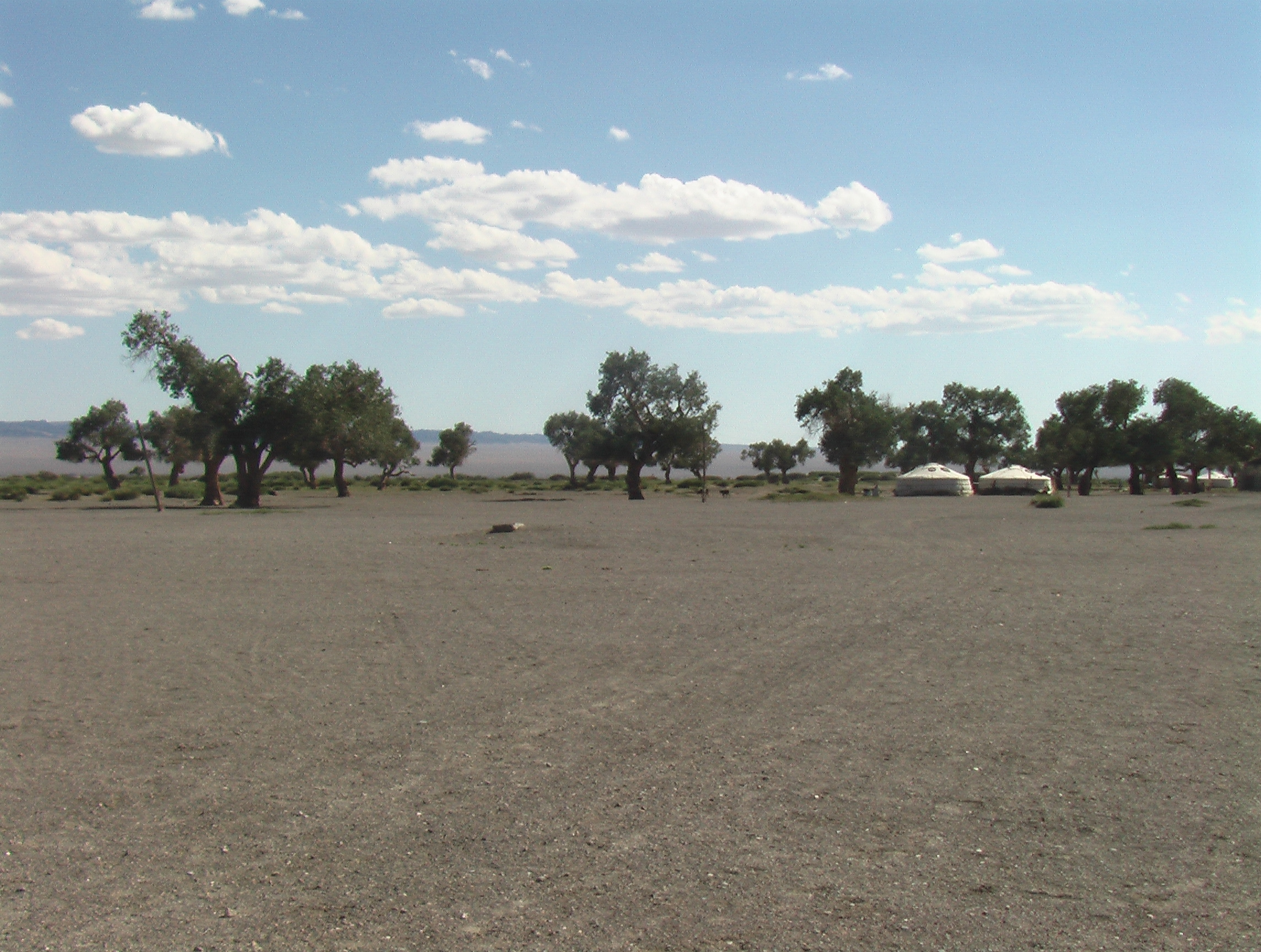
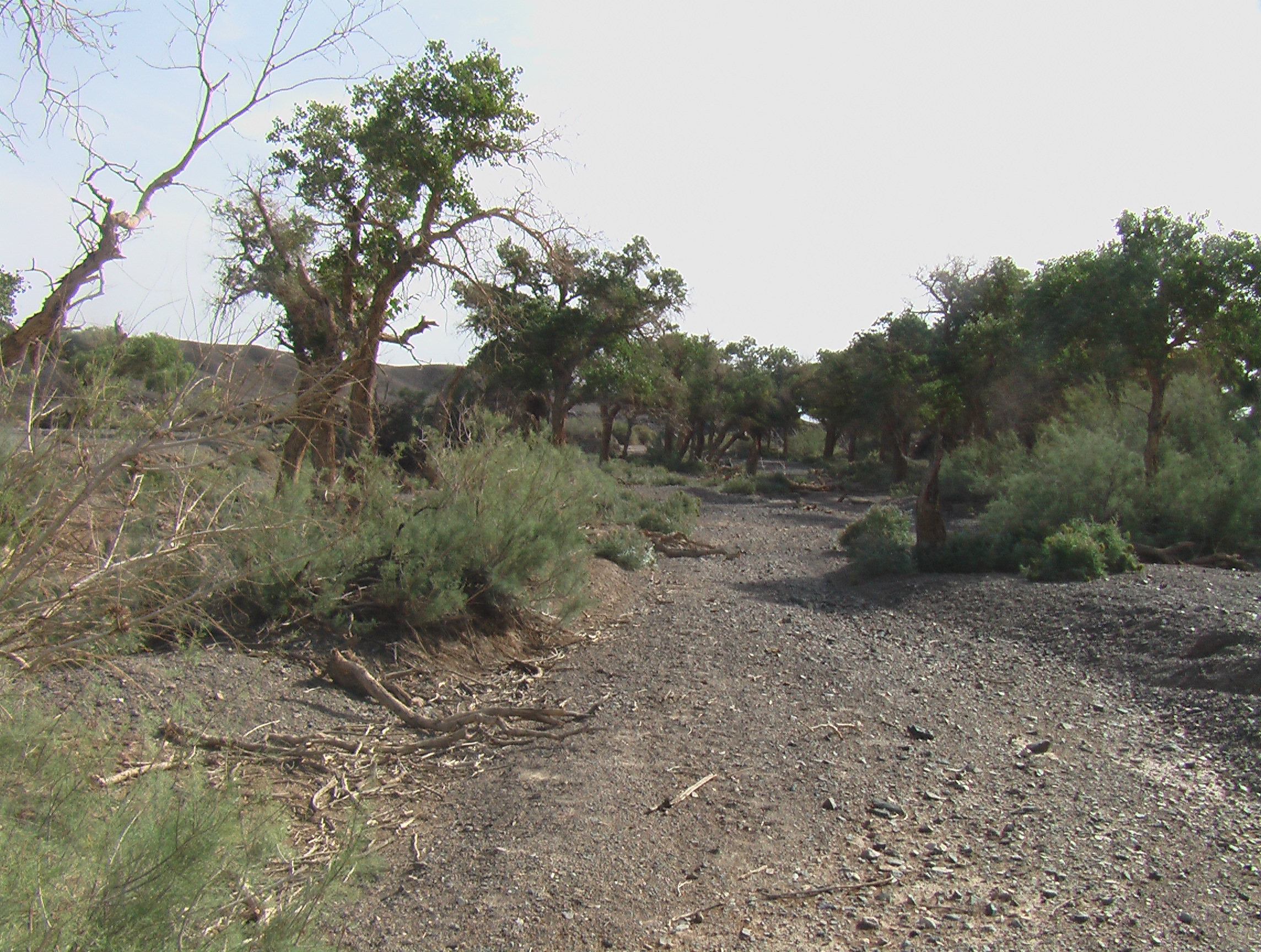
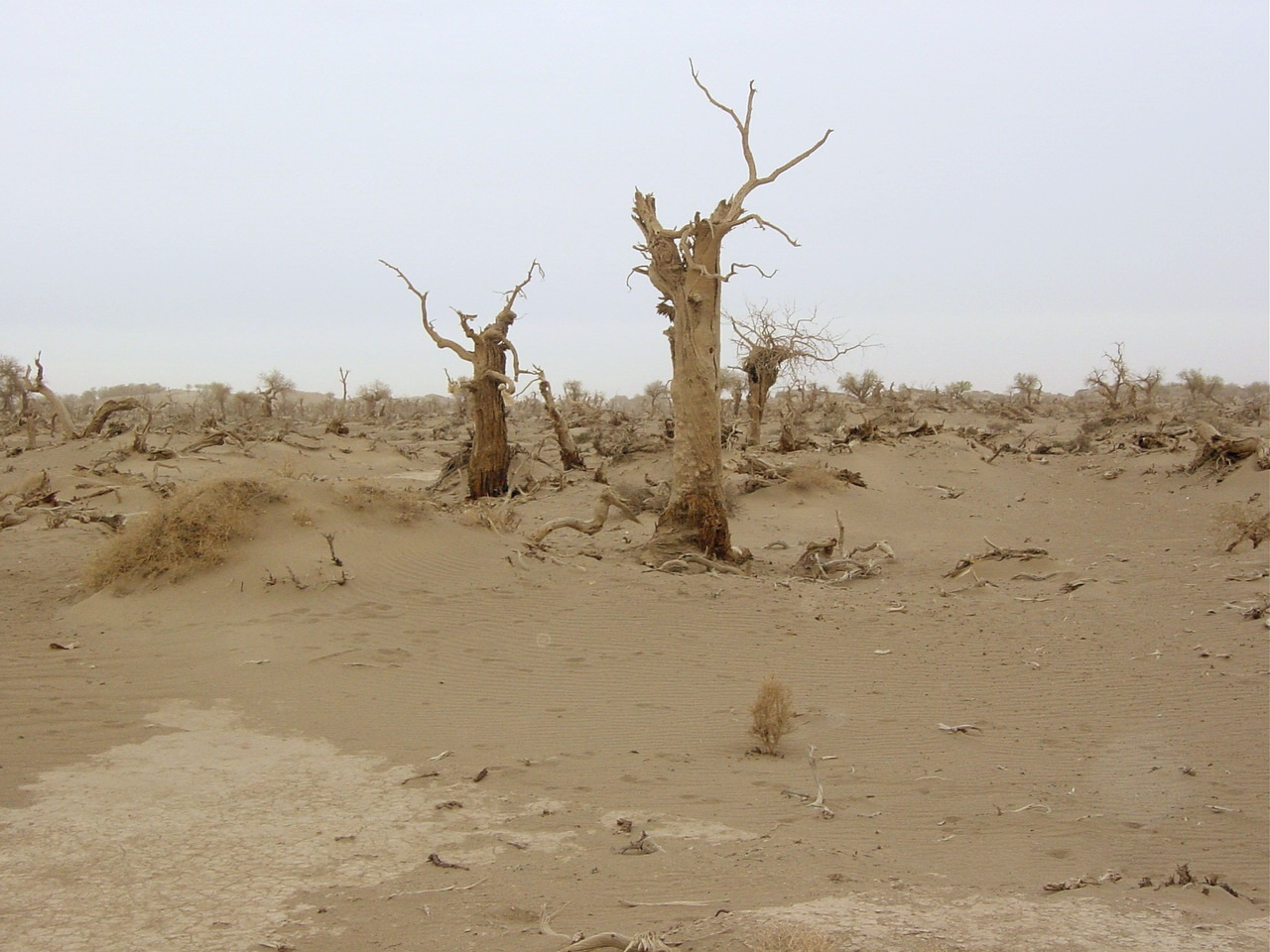